# Тома Амот
Тома Амот (род. 30 июня 1977, Воронеж) — певица, поэтесса, композитор в стиле трип-хоп, театро.

## Биография
Тома Амот (наст. имя — Тама́ра Серге́ева) родилась в городе Воронеже. Выросла на севере в городе Талнах, там училась в музыкальной школе по классу аккордеона. Занималась балетом, народными танцами и модерном. В 1994 году поступила в «Воронежское музыкальное училище им. Ростроповичей» на вокальное отделение, но отучившись только один год, перевелась на заочное дирижёрско-хоровое отделение и уехала в Москву.
В 2015 г закончила Российский государственный социальный университет,  по направлению «Эстрадно-джазовый вокал».
В 2016 г. Была членом жюри Детского арт фестиваля-конкурса «Выше неба»
Участвует в различных музыкальных и театральных проектах.
Бывшая участница российской рэп-группы «Иезекииль 25/17», основанной Андреем «Бледным». Сейчас  носит название - «Группа 25/17», составе группы в 2004-м году был записан альбом «Честное слово третьего подземелья».
В 2008 г.Вышел сингл «Каникулы»
В 2009 году вышел первый сольный альбом «Однажды», который выпустила в тираж российская компания и лейбл звукозаписи «Мистерия звука».
В 2020 году [Лейбл Culture production] выпустил Сингл 《Между нами телеграм》
В период с 2020-2024 выпустила несколько электронных треков с Daniel Roeth группа «Koan» особенно слушают "Hero and leander"
В период с 2022-2024 выпустила несколько совместных треков с группой Алкоголь после спорта. Трек " Нипочём" 

## Дискография

### Студийные альбомы
- «Однажды» (2009)

### Макси-синглы и проморелизы
- «Каникулы» (2008)

### Макси-сингл
- Bombonniere (2019)

### Сингл
- Между нами телеграм (2020)

### Альбомы при участии Томы Амот
- Сборник «Хип-хоп квартал» (2003) (трек «Когда ветер»)
- Сборник «Хип-хоп квартал» (2004) (трек «Зубы» совместно с группой Ртуть)
- Jeeep «Здесь был я» (2004) (трек «Люди-звери»)
- Отрицательное Влияние «Черепашьи бега» (2005) (трек «Как все нормальные подростки»)
- Бледный (Иезекииль 25/17) — «Так была нада» (макси-сингл) (трек «Долго-долго»)
- Иезекииль 25/17 «Засада. Крепче стали» (2008) (трек «В темпе сгорания (DJ Navvy version)»)
- Jeeep & Кит — «Наше дело» (2009) (трек «А! Утро»)
- Иезекииль 25/17 «Зебра» (2010) (трек «Пожизненно»)
- [Tir feat. Тома Амот] 2024 трек 《Папа , Мама и Киты》-->
- [Daniel Roeth feat. Тома Амот] 2022 трек 《Hero and leander》-->
- [Daniel Roeth feat. Тома Амот] 2022 трек 《Evaporating》-->
- [Daniel Roeth feat. Тома Амот] 2024 трек 《Comme un èclaer》-->

## Саундтреки
- 2008 год, х/ф «Последняя репродукция» по роману Дмитрия Герасимова, режиссёр Александр Славин (саундтрек: Тома Амот «В темпе сгорания»)
- 2009 год, фильм «Ночь бойца» Томы Амот финальная песня «Надоело», написанная Данилой Смирновым (гр. «Кирпичи») и Андреем «Бледным». «25/17»

## Фестивали
- 2009 Фестиваль «Нашествие» Тома Амот выступила на альтернативной сцене.

## Мода
- 2008 Неделя высокой моды в Москве, модельер — Наталья Славина (backstage sound: Тома Амот — «В темпе сгорания»

## Рецензии
- Тома Амот «Однажды». Рецензия Гуру Кена, newsmusic.ru
- Рецензия Никиты Рязанского, ProRap.Ru